# Stazione di Cassibile
La stazione di Cassibile era una stazione ferroviaria posta sulla linea Caltanissetta Xirbi-Gela-Siracusa. Serviva il centro abitato di Cassibile, frazione del comune di Siracusa. Dal 2002 è in uso come posto di movimento.

## Storia
La stazione di Cassibile entrò in servizio il 5 aprile 1886, all'attivazione del tronco ferroviario da Siracusa a Noto.
Il 15 dicembre 2002 venne declassata a posto di movimento.

## Strutture e impianti
L'impianto dispone di un fabbricato e di due banchine che servono i due binari della linea. Vi era anche uno scalo merci di cui al 2014 rimane solo il tronchino al servizio del piano caricatore, non più utilizzato.